# Drosichoides sanguinea
Drosichoides sanguinea är en insektsart som först beskrevs av Cockerell 1915.  Drosichoides sanguinea ingår i släktet Drosichoides och familjen pärlsköldlöss.
Artens utbredningsområde är Filippinerna. Inga underarter finns listade i Catalogue of Life.